# Seal Beach
Seal Beach is een plaats (city) in de Amerikaanse staat Californië, en valt bestuurlijk gezien onder Orange County.

## Demografie
Bij de volkstelling in 2000 werd het aantal inwoners vastgesteld op 24.157.
In 2006 is het aantal inwoners door het United States Census Bureau geschat op 24.358, een stijging van 201 (0.8%).

## Geografie
Volgens het United States Census Bureau beslaat de plaats een oppervlakte van
34,2 km², waarvan 29,8 km² land en 4,4 km² water. Seal Beach ligt op ongeveer 2 m boven zeeniveau.

## Plaatsen in de nabije omgeving
De onderstaande figuur toont nabijgelegen plaatsen in een straal van 16 km rond Seal Beach.

## Geboren
- Patricia McCormick (1930-2023), schoonspringster